# Loue
A Loue folyó Franciaország területén, a Doubs bal oldali mellékfolyója.

## Földrajzi adatok
Ouhans-nál, Doubs megyében a Jura hegységben ered,  és Parcey-nél a Jura megyében torkollik a Doubs-ba. Hossza 122,2 km, vízhozama 20 és 80 m³/s között mozog.
Egy különös jelenség teszi érdekessé a folyót. A Doubs vize Pontarlier-nél részben a talaj alá folyik, és mintegy 10 km-rel távolabb a Loue forrásával újból a felszínre kerül. Az 1901-ben felfedezett jelenséget azóta a víz megfestésével is igazolták.

## Megyék és városok a folyó mentén
- Doubs : Ornans
- Jura : Parcey